# Хвосты Старые
Хвосты Старые — деревня в Холмогорском районе Архангельской области.

## География
Находится в центральной части Архангельской области у северо-восточной окраины села Емецк.

## История
В 1859 году здесь (тогда деревня Холмогорского уезда Архангельской губернии) было учтено 11 дворов. До 2022 года входила в Емецкое сельское поселение до его упразднения.

## Население
Численность населения: 69 человек (1859 год), 13 (1905), 20 (русские 100 %) в 2002 году, 12 в 2010.